# Ансонвил (Северна Каролина)
Ансонвил (енгл. Ansonville) град је у америчкој савезној држави Северна Каролина.

## Демографија
По попису из 2010. године број становника је 631, што је 5 (-0,8%) становника мање него 2000. године.
| Група             | 2000.       | 2010.       |
| Белци             | 143 (22,5%) | 170 (26,9%) |
| Афроамериканци    | 486 (76,4%) | 445 (70,5%) |
| Азијати           | 3 (0,5%)    | 5 (0,8%)    |
| Хиспаноамериканци | 2 (0,3%)    | 16 (2,5%)   |
| Укупно            | 636         | 631         |